# Джордж Маунтбатън
Капитан Джордж Луис Виктор Хенри Серж Маунтбатън е втори маркиз на Милфорд Хейвън.

## Биография
Роден е в Дармщат, Германия с фамилията Батенберг и е син на принц Луис Маунтбатън (брат на княз Александър Батенберг), първи маркиз на Милфорд Хевън, и принцеса Виктория Хесен-Дармщатска (внучка на кралица Виктория). По време на Първата световна война той и семейството му заменят германската си фамилия Батенберг с английската Маунтбатън.
На 15 ноември 1916 г. в Лондон се жени за княгиня Надежда Михайловна дьо Торби, дъщеря на великия княз Михаил Михайлович Романов и София фон Меренбург. Двамата имат две деца:
- Лейди Татяна Елизабет Маунтбатън (1917 – 1988)
- Дейвид Маунтбатън (1917 – 1970), трети маркиз на Милфорд Хейвън

Маркизът е притежател на огромна колекция еротична живопис, която се съхранява в Британската библиотека.
Джордж Маунтбатън умира на 8 април 1938 г. от рак на костния мозък.